# Trains de banlieue de Göteborg
 (signalé en août 2025).
Si vous disposez d'ouvrages ou d'articles de référence ou si vous connaissez des sites web de qualité traitant du thème abordé ici, merci de compléter l'article en donnant les références utiles à sa vérifiabilité et en les liant à la section « Notes et références ».
- Archive Wikiwix
- Bing
- Cairn
- DuckDuckGo
- E. Universalis
- Gallica
- Google
- G. Books
- G. News
- G. Scholar
- Persée
- Qwant
- (zh) Baidu
- (ru) Yandex
- (wd) trouver des œuvres sur Wikidata

Les Trains de banlieue de Göteborg (en suédois : Göteborgs pendeltåg) sont un réseau de trains de banlieue circulant à Göteborg/Gothembourg, deuxième plus grande ville de Suède.

## Histoire
Le premier tronçon fut inauguré en 1960, et le réseau est constitué aujourd'hui de 3 lignes toutes au départ de la gare centrale de Göteborg. La dernière extension a ouvert en 2012 avec l'Alependeln vers Älvängen.

## Liste des lignes
| Ligne                 | Gare principales du parcours              | Ouverture | Longueur | Gares                                      | Fréquence                                  | Temps de trajet en min.                    |
| --------------------- | ----------------------------------------- | --------- | -------- | ------------------------------------------ | ------------------------------------------ | ------------------------------------------ |
| 131 Alingsåspendeln   | Göteborg C –Partille–Lerum–Floda–Alingsås | 1960      | 45,1 km  | 12                                         | 2 à 3/heure                                | 39                                         |
| 132 Kungsbackapendeln | Göteborg C –Liseberg –Mölndal –Kungsbacka | 1992      | 27,7 km  | 8                                          | 4/heure                                    | 25                                         |
| 133 Alependeln        | Göteborg C –Gamlestaden –Bohus –Älvängen  | 2012      | 31 km    | 7                                          | 4/heure                                    | 27                                         |
| Total                 | Total                                     | Total     | 104 km   | 25 (Göteborg C étant sur les trois lignes) | 25 (Göteborg C étant sur les trois lignes) | 25 (Göteborg C étant sur les trois lignes) |